# 李奇
李奇（1913年10月—2009年11月17日），曾用名李子让、李之畦，女，直隶（今河北）饶阳人，中国伦理学家，中国社会科学院哲学研究所研究员，中国社会科学院荣誉学部委员，中国伦理学会名誉会长。